# شهرستان ماریون (کانزاس)
شهرستان ماریون، کانزاس (به انگلیسی: Marion County, Kansas) یک سکونتگاه مسکونی در ایالات متحده آمریکا است که در کانزاس واقع شده‌است.

## نگارخانه

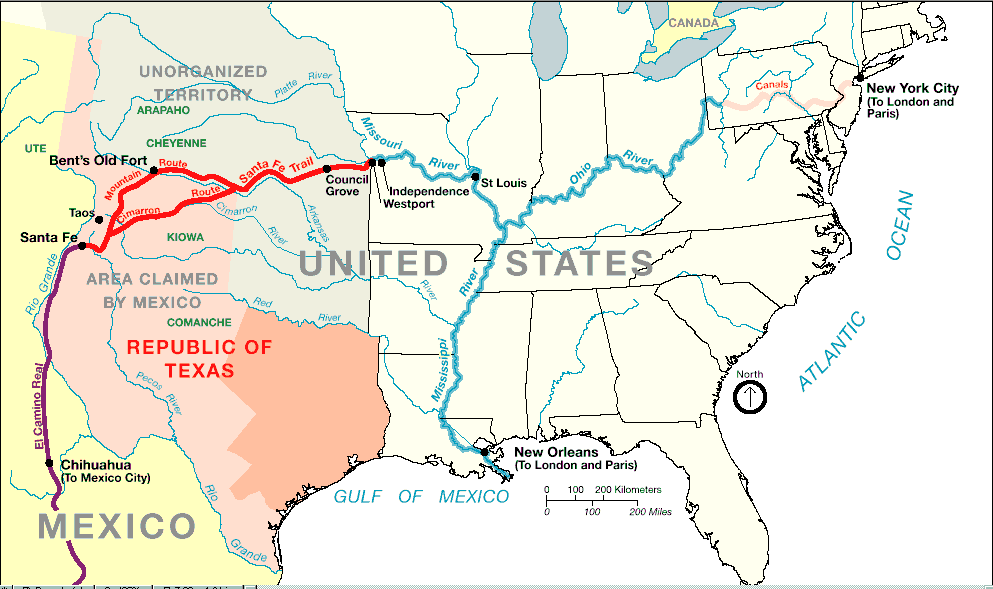
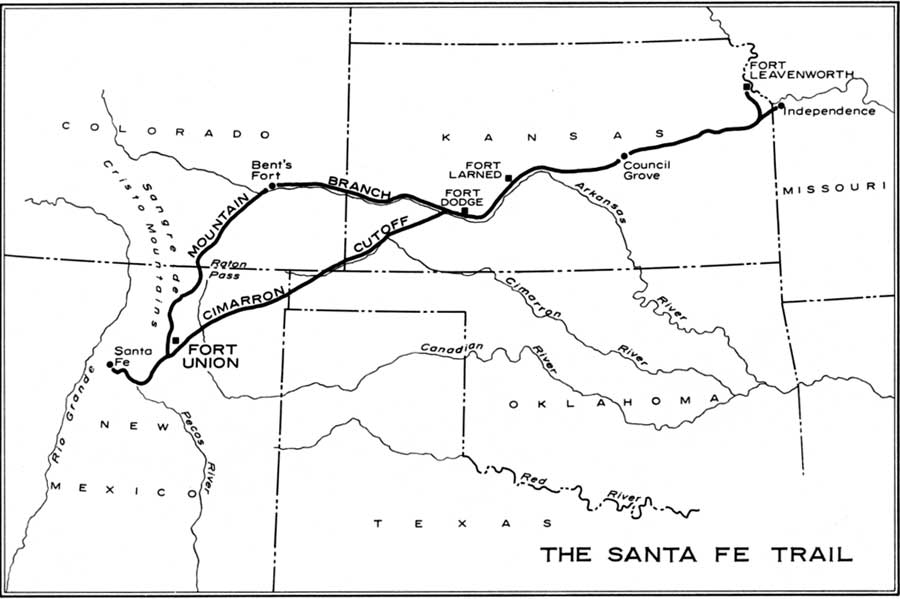
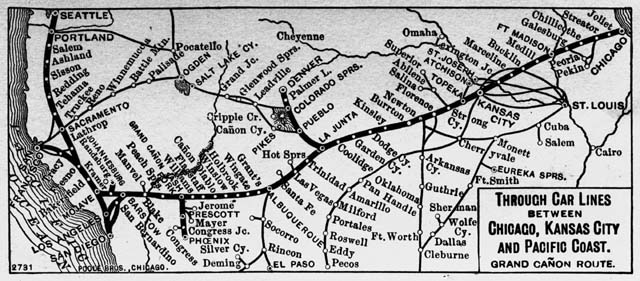
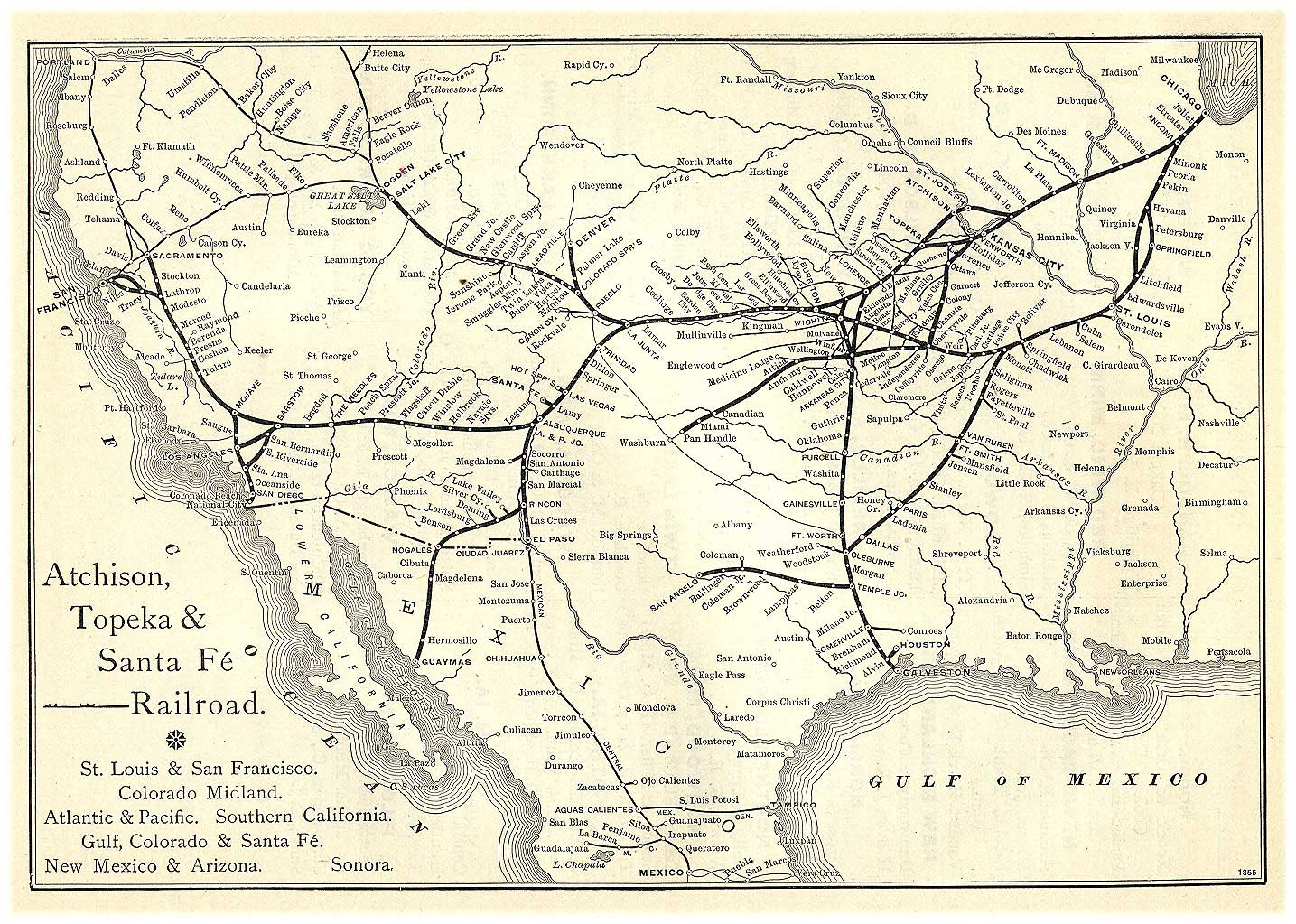
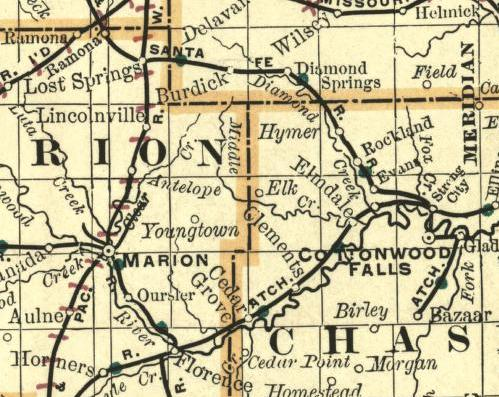
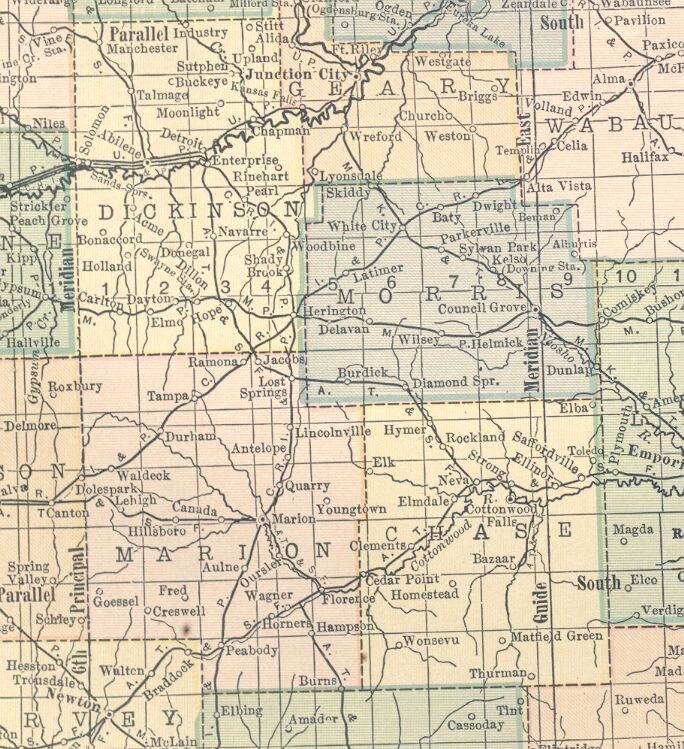
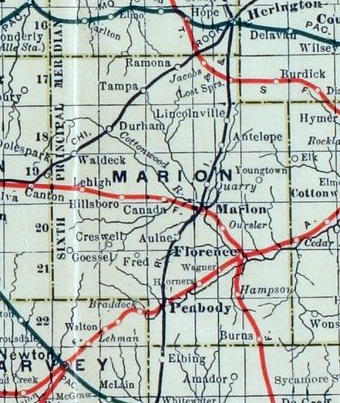
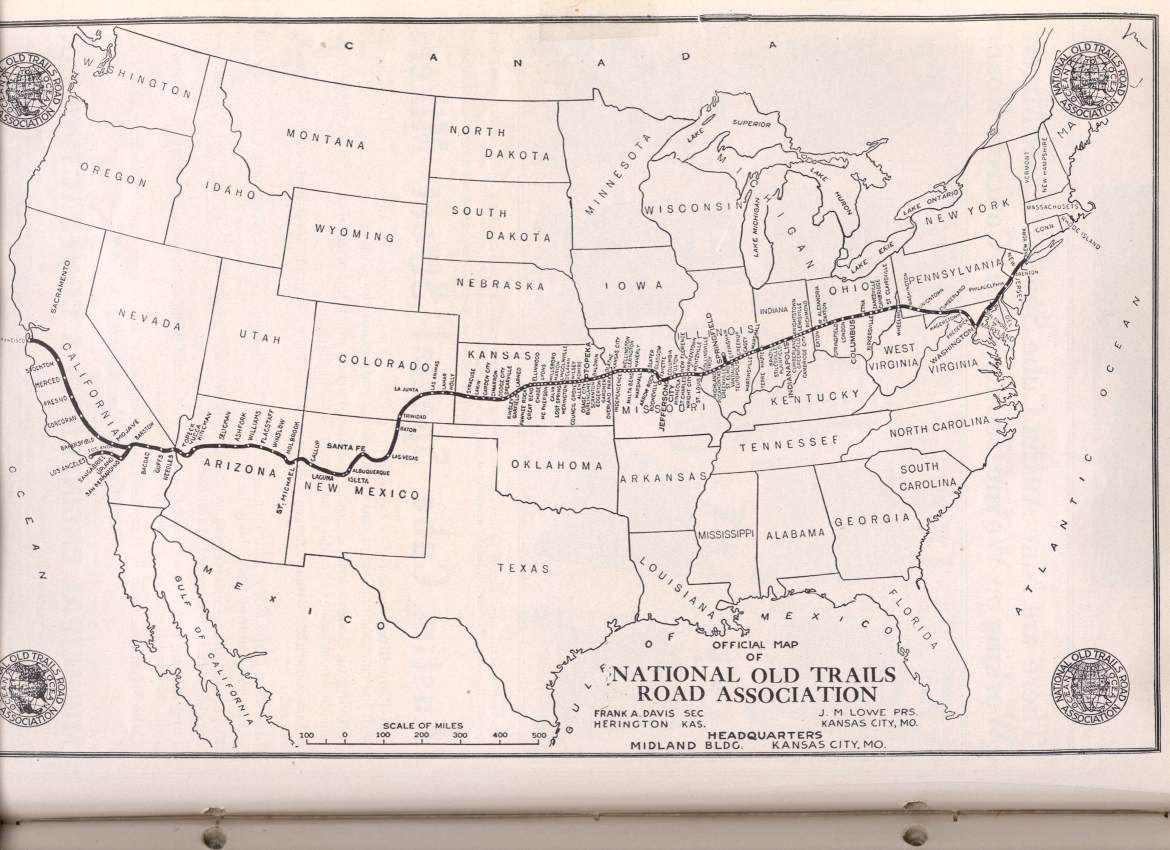
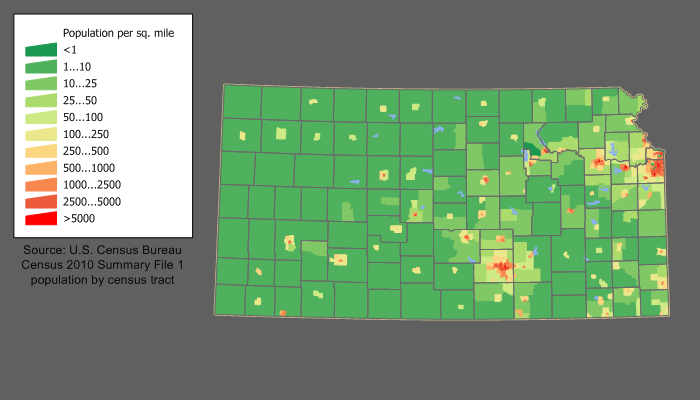
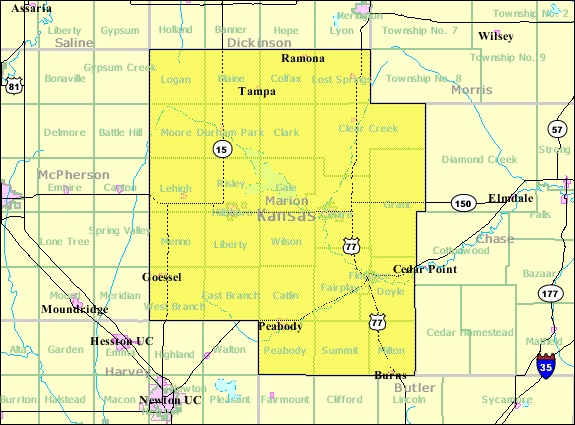